# Lake Havasu City
Lake Havasu City è una città della contea di Mohave, in Arizona, negli Stati Uniti, nota principalmente per ospitare dal 1971 il London Bridge, che fu smontato da Londra dove era stato costruito nel 1834 e rimontato qui. Secondo il censimento del 2010, la popolazione della città era di 52 527 abitanti. È servita dall'Aeroporto di Lake Havasu City. Lake Havasu City è geograficamente isolata dalle altre città della contea di Mohave ed è la comunità più a sud dell'area statistica combinata di Las Vegas-Henderson, NV-AZ.

## Geografia fisica
Secondo lo United States Census Bureau, ha un'area totale di 46,22 mi² (119,71 km²).

## Società

### Evoluzione demografica
Secondo il censimento del 2010, la popolazione era di 52 527 abitanti.

### Etnie e minoranze straniere
Secondo il censimento del 2010, la composizione etnica della città era formata dal 90,1% di bianchi, lo 0,7% di afroamericani, l'1,0% di nativi americani, l'1,0% di asiatici, lo 0,1% di oceanici, il 4,7% di altre etnie, e il 2,3% di due o più etnie. Ispanici o latinos di qualunque etnie erano il 12,1% della popolazione.